# Dorticum Cove
Die Dorticum Cove (englisch; bulgarisch залив Дортикум saliw Dortikum) ist eine 2,7 km breite und 720 m lange Bucht an der Südküste von Nelson Island im Archipel der Südlichen Shetlandinseln. Sie liegt westlich der Landspitze Punta Vidaurre.
Die bulgarische Kommission für Antarktische Geographische Namen benannte sie 2021 nach dem Römerlager Dorticum im Nordwesten Bulgariens.